# Позорная звезда

## Список композицій
| #   | Назва             | Автор музики             | Тривалість |
| --- | ----------------- | ------------------------ | ---------- |
| 1.  | «Айлавью»         | Г. Самойлов              | 4:16       |
| 2.  | «Нисхождение»     | Козлов                   | 3:40       |
| 3.  | «Сирота»          | В. Самойлов              | 3:10       |
| 4.  | «Новый год»       | Г. Самойлов              | 3:45       |
| 5.  | «Истерика»        | Козлов, В. Самойлов      | 3:30       |
| 6.  | «Вольно!»         | Козлов                   | 3:22       |
| 7.  | «Как на войне»    | Г. Самойлов              | 4:47       |
| 8.  | «Молитва»         | Г. Самойлов              | 3:23       |
| 9.  | «Джиги-дзаги»     | В. Самойлов              | 4:03       |
| 10. | «Позорная звезда» | Г. Самойлов, В. Самойлов | 3:14       |
| 11. | «Я буду там»      | Г. Самойлов              | 4:04       |

## Учасники запису
- Вадим Самойлов — вокал (1-4, 8-10), бек-вокал, гітара, бас-гітара (1, 9)
- Гліб Самойлов — вокал (5-7, 11), бек-вокал, бас-гітара (4, 5, 8)
- Олександр Козлов — клавішні, синтез-бас (2, 6), ударні (2, 6)